# Solon (Ohio)
Solon é uma cidade localizada no estado norte-americano do Ohio, no Condado de Cuyahoga.

## Demografia
Segundo o censo norte-americano de 2000, a sua população era de 21.802 habitantes.
Em 2006, foi estimada uma população de 22.257, um aumento de 455 (2.1%).

## Geografia
De acordo com o United States Census Bureau tem uma área de 53,3 km², dos quais 53,2 km² cobertos por terra e 0,1 km² cobertos por água.

## Localidades na vizinhança
O diagrama seguinte representa as localidades num raio de 8 km ao redor de Solon.